# Большая Куюргаза
Большая Куюргаза — река в России, протекает в Оренбургской области, Республике Башкортостан. Устье реки находится в 20 км по правому берегу реки Большой Юшатырь. Длина реки составляет 71 км, площадь водосборного бассейна — 1090 км².
Куюргаза- от башкирского «Көйөргәҙе»: «көйөр»- «ҡур»- родник  (для сравнения Кургазак), «гәҙе»- от древнетюркского слова «угуз», «угеҙ»- река.

## Притоки
Основные притоки (расстояние от устья):
- 33 км: река Шайтанка
- 37 км: река Малая Куюргаза
- 62 км: река Урай

## Данные водного реестра
По данным государственного водного реестра России относится к Уральскому бассейновому округу, водохозяйственный участок реки — Сакмара от впадения реки Большой Ик и до устья. Речной бассейн реки — Урал (российская часть бассейна).
Код объекта в государственном водном реестре — 12010000712112200006947.